# Simulink
Simulink（シミュリンク）はMathWorks社によって開発された、モデリング、シミュレーション、解析のためのマルチドメインシミュレーション及びダイナミックシステムである。

## 概要

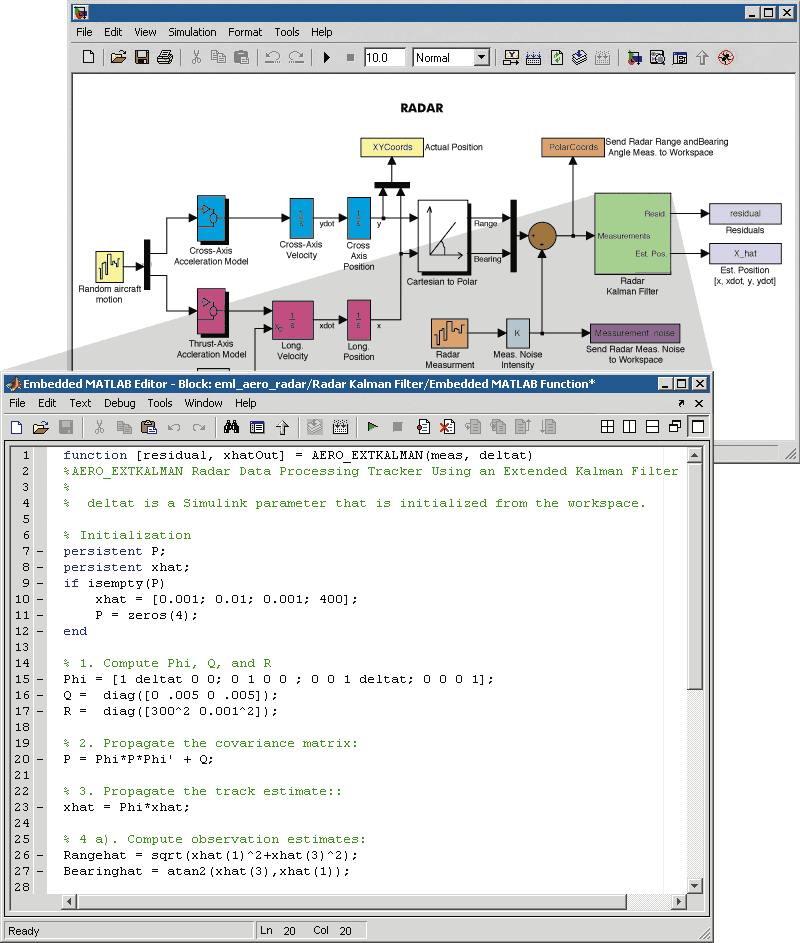

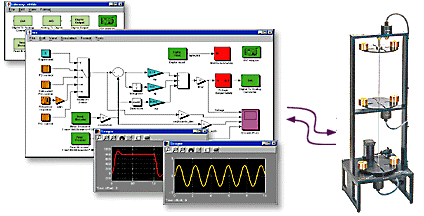

MATLABプロダクトファミリの一つであるが、インストールされているMATLABの構成によってはSimulinkが構成されていない場合もある。
おもなインタフェースはグラフィカルなブロックダイアグラムツールと、カスタマイズ可能なブロックライブラリのセットである。
SimulinkはMATLAB環境によって提供され、MATLABとともに動作する。
Simulinkはマルチドメインシミュレーションおよびデザインのために制御理論、デジタル信号処理などの分野で広く使われている。
専門分野ごとにブロックがまとめられたブロックセット (blockset) はMathWorks社によって多数用意されているが、ブロックセットによっては特定のToolboxが必要になることもある。たとえばデジタル信号処理で頻繁に使用するDSP System Toolboxの場合、Signal Processing Toolboxが必須となる。

## アドオン製品
MathWorks社、サードパーティーの多くのハードウェアまたはソフトウェア・プロダクトはSimulinkに利用できる。

### コード生成
MathWorksによる製品のSimulink Coderを利用することで、Simulink上で作成したブロック線図モデルから、システムのリアルタイム実施のために、C言語のコード（Cコード）を自動生成できる。
コードの効率と柔軟性が向上するため、迅速な繰り返しのためのその柔軟性と能力のために、組み込みシステムデザイン作業のための一般的なツールであることに加え、広く使われている。
また、Embedded Coderは組み込みシステム用の効率的なコードを生成する。
そしてアドオンは、テキサス・インスツルメンツなどのマイコンを含む、特定のEmbedded Targetをサポートする。
さらに、MathWorksによるHDL Coderを使用することで、Simulinkのブロック線図モデルおよびStateflowチャートから自動的にVHDLおよびVerilogが生成できる。